# Neotherium mirum
Neotherium mirum — викопний вид ластоногих ссавців родини моржевих (Odobenidae). Вид мешкав у середньому міоцені (16-13 млн років тому) на північному сході Тихого океану.

## Скам'янілості
Скам'янілі рештки виду знайдені у пластах формації Темблор у долині річки Керн у штаті Каліфорнія у США.

## Опис
Цей вид був меншим, ніж сучасні моржі і у нього не було довгих іклів. Самці були більші за самиць.